# Września (województwo świętokrzyskie)
Września – wieś w Polsce, położona w województwie świętokrzyskim, w powiecie jędrzejowskim, w gminie Wodzisław.
| SIMC    | Nazwa    | Rodzaj |
| ------- | -------- | ------ |
| 0279723 | Za Lasem | osada  |

W latach 1975–1998 miejscowość należała administracyjnie do województwa kieleckiego.